# Châtelat
Châtelat (toponimo francese; in tedesco Schestellat, desueto) è una frazione di 105 abitanti del comune svizzero di Petit-Val, nel Canton Berna (regione del Giura Bernese, circondario del Giura Bernese).

## Storia

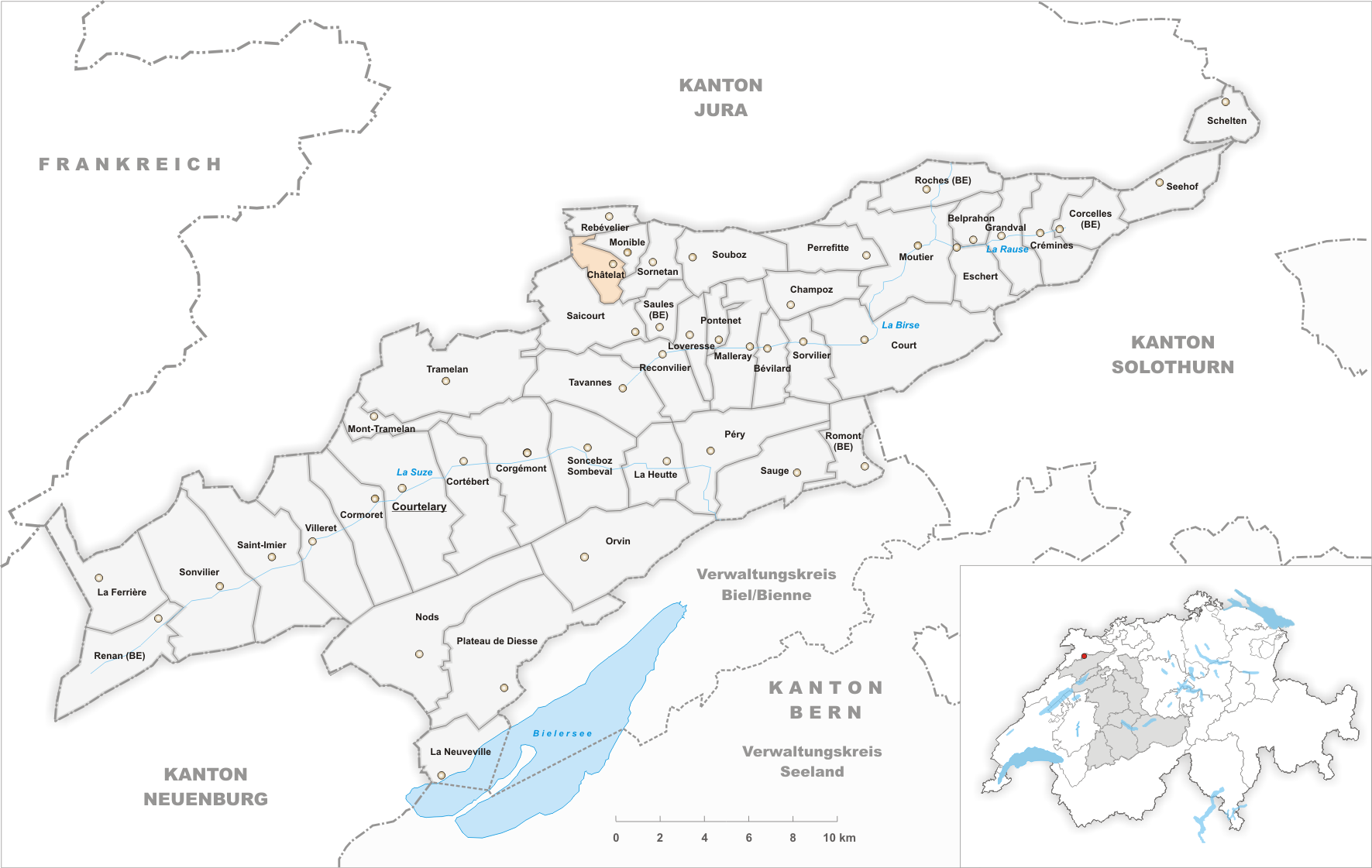
Il territorio del comune di Châtelat prima degli accorpamenti comunali del 2015

Già comune autonomo che si estendeva per 4,09 km² e che comprendeva anche le frazioni di Fornet-Dessous e Moron, il 1º gennaio 2015 è stato accorpato agli altri comuni soppressi di Monible, Sornetan e Souboz per formare il nuovo comune di Petit-Val.

## Monumenti e luoghi d'interesse
- Cappella mennonita di Moron[1].

## Società

### Evoluzione demografica
L'evoluzione demografica è riportata nella seguente tabella:
Abitanti censiti

### Lingue e dialetti
La lingua ufficiale è il francese, anche se nel 2000 il 64% della popolazione era di lingua tedesca.

## Amministrazione
Dal 1869 comune politico e comune patriziale erano uniti nella forma del commune mixte.